# Ītzpāpālōtl
Ītzpāpālōtl är en gudinna inom aztekisk mytologi. 
Hon var dödens gudinna och härskare över ett av dödsrikena.